# Oscillateur Clapp

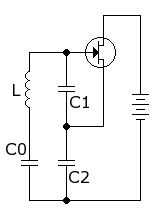
Schéma de principe

Pour les articles homonymes, voir Clapp et oscillateur.
L'oscillateur Clapp ou oscillateur Gouriet est un oscillateur électronique LC qui utilise une combinaison particulière d'une inductance et de trois condensateurs pour régler la fréquence de l'oscillateur. Les oscillateurs LC utilisent un transistor (ou un tube à vide ou un autre élément de gain) et un réseau de rétroaction.

## Histoire
L'oscillateur Clapp, inventé par James K. Clapp en 1948 quand il travaillait à General Radio. Selon l'ingénieur tchèque Jiří Vackář, des oscillateurs de ce type ont été développés indépendamment par plusieurs inventeurs, et l'un d'entre eux, mis au point par Geoffrey Gouriet, était en service à la BBC depuis 1938.

## Circuit
L'oscillateur de Clapp utilise une seule inductance et trois condensateurs pour régler sa fréquence. L'oscillateur de Clapp est souvent dessiné comme un oscillateur Colpitts qui possède un condensateur supplémentaire (C0) placé en série avec l'inducteur.
La fréquence d'oscillation en Hertz (cycles par seconde) pour le circuit de la figure, qui utilise un transistor à effet de champ (FET), est la suivante :
{\displaystyle f_{0}={1 \over 2\pi }{\sqrt {{1 \over L}\left({1 \over C_{0}}+{1 \over C_{1}}+{1 \over C_{2}}\right)}}\ .}
Les condensateurs C1 et C2 sont généralement beaucoup plus grands que C0, de sorte que le terme 1/C0 domine les autres capacités, et la fréquence est proche de la résonance série de L et C0. L'article de Clapp donne un exemple où C1 et C2 sont 40 fois plus grands que C0 ; ce changement rend le circuit de Clapp environ 400 fois plus stable que l'oscillateur de Colpitts pour des changements de capacité de C2.
Les condensateurs C0, C1 et C2 forment un diviseur de tension qui détermine la quantité de tension de retour appliquée à l'entrée du transistor. 
Dans les montages hyperfréquence, la capacité C1 du schéma sera constituée uniquement de la capacité base émetteur du transistor.
Exemples :
- à 2,5 GHz :
C1 = 3pF = capacité base-émetteur du transistor et C2= 0,5 pF
C0 et L = circuit LC série avec C0 = 0,3 pF

- à 12 GHz :
C0 et L sont constitués par une ligne couplée à un résonateur diélectrique du type "pastille".

## Usage
Cet oscillateur est particulièrement adapté aux fréquences élevées, même à plusieurs GHz, du fait que les capacités propres du composant actif sont incorporables aux capacités fonctionnelles. Ainsi, la capacité base-émetteur du transistor peut représenter la capacité C1 du schéma.
Bien que le circuit de Clapp soit utilisé comme oscillateur à fréquence variable (VFO) en faisant de C0 un condensateur variable, Vackář affirme que l'oscillateur de Clapp " ne peut être utilisé que pour fonctionner sur des fréquences fixes ou tout au plus sur des bandes étroites". Le problème est que dans des conditions typiques, le gain de boucle de l'oscillateur Clapp varie comme f  −3, donc des plages larges surchargeront l'amplificateur. Pour les VFOs, Vackář recommande d'autres circuits (Oscillateur Vackář). 
Par ailleurs, cet oscillateur est souvent utilisé pour faire osciller des quartz en mode overtone, entre 30 MHz et 150 MHz, en disposant le quartz entre l'émetteur du transistor et le point commun des deux condensateurs.